# 王驤 (光緒進士)
王驤（?—?），福建人，清朝政治人物、進士出身。
光緒三年，登進士，改庶吉士。光緒六年，以部屬用。光緒十年，授戶部主事。